# Широкосмоленка
Широкосмо́ленка — село в Україні, в Синельниківському району Дніпропетровської області. Входить до складу Іларіонівської селищної громади. Населення за переписом 2001 року становить 128 осіб. Колишній орган місцевого самоврядування - Дерезуватська сільська рада.
19 липня 2020 року, в результаті адміністративно-територіальної реформи та ліквідації   Синельниківського (1923—2020) району, село увійшло до складу новоутвореного Синельниківського району.

## Географія
Село Широкосмоленка знаходиться на берегах річки Татарка, вище за течією на відстані 1,5 км розташоване село Лугове, нижче за течією на відстані 1 км розташоване село Дороге. Поруч проходить автомобільна дорога М18 (E105).

## Населення

### Мова
Розподіл населення за рідною мовою за даними перепису 2001 року:
| Мова       | Кількість | Відсоток |
| ---------- | --------- | -------- |
| українська | 128       | 100%     |

## Інтернет-посилання
- Погода в селі Широкосмоленка [Архівовано 20 грудня 2011 у Wayback Machine.]

1. ↑  Постанова Верховної Ради України від 17 липня 2020 року № 807-IX «Про утворення та ліквідацію районів»
2. ↑  Рідні мови в об'єднаних територіальних громадах України — Український центр суспільних даних